# ادوارد یوردانسکو
ادوارد یوردانسکو (رومانیایی: Edward Iordănescu؛ زادهٔ ۱۶ ژوئن ۱۹۷۸) بازیکن سابق و مربی فوتبال اهل رومانی است.
از باشگاه‌هایی که در آن بازی کرده است می‌توان به باشگاه فوتبال پترولول پلویشت، باشگاه فوتبال استوا بخارست، و باشگاه فوتبال راپید بخارست اشاره کرد.